# تصادف (مجموعه تلویزیونی ۲۰۰۸)
تصادف (به انگلیسی: Crash) یک مجموعه تلویزیونی درام آمریکایی با بازی دنیس هاپر و اریک رابرتس است. این اولین سریال اصلی است که توسط شبکه استارز تولید شده‌است. این شبکه یک فصل ۱۳ قسمتی را سفارش داد که برای اولین بار در ۱۷ اکتبر ۲۰۰۸ پخش شد. این سریال بر اساس فیلمی با همین عنوان ساخته شده‌است. سریال توسط گلن مازارا برای تلویزیون توسعه داده شد. شبکه استارز فصل دوم را سفارش داد که در سپتامبر ۲۰۰۹ پخش شد و در دسامبر ۲۰۰۹ به پایان رسید.

## بازخوردها
بررسی‌های این مجموعه متفاوت است: گینیا بلافانت از نیویورک تایمز گفت: «این نمایش به سختی اصلی‌ترین تصویر از لس آنجلس است، اما جذابیتی جذاب و جاه‌طلبی برای گفتن یک داستان بزرگ دارد». از سوی دیگر، برایان لوری از ورایتی نوشت: «هیچ ذره‌ای اصالت در آن وجود ندارد»